# LU213
LU213 — французская ручная осколочная граната.
Предназначена для поражения живой силы в бою. К цели граната доставляется за счет её броска рукой человека.
Корпус гранаты сделан из пластика.  Осколки образуются спиралью из насеченной проволоки весом 100 г, дающая около 1100 осколков, а сверху и снизу от него уложены 230 стальных шариков. Взрывчатое вещество B (композиция B).
Диаметр гранаты 5,3 см, длина по запалу 9,4 см, масса гранаты 280 грамма. Масса заряда взрывчатого вещества 100 грамм.
Взрыв гранаты происходит через 4-6 секунд после освобождения прижимного рычага. Перед броском предварительно следует удалить предохранительное кольцо, прижав рычаг пальцами к корпусу гранаты.
Боевая граната окрашивается в сероватый цвет.